# Pork and beans

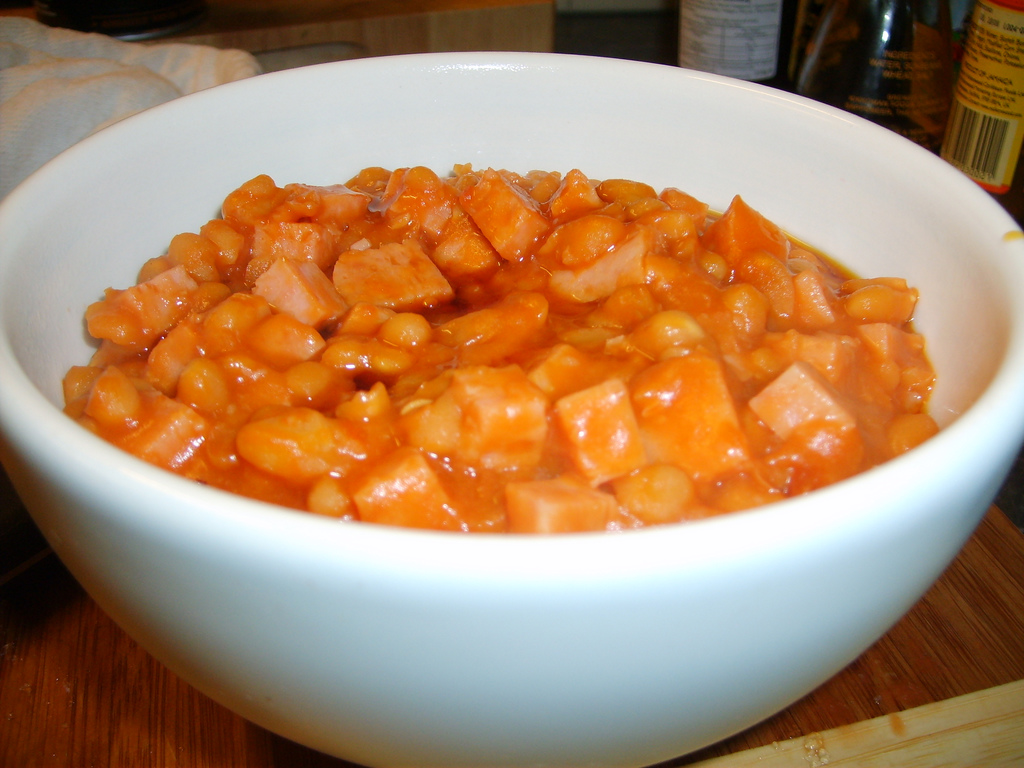
Un cuenco de pork and beans.

El pork and beans (en inglés ‘cerdo con judías’) es un plato anglosajón que se hace con judías secas blancas estofadas y carne de cerdo. En los Estados Unidos es muy conocida la versión que se vende en conserva, enlatada, que es muy popular sobre todo por su bajo precio.
La receta solo incluye el tomate desde algún momento a partir del siglo XIX. En 1832, por ejemplo, se encuentra una receta del plato que solo incluye como ingredientes las judías, la carne de cerdo en salazón y pimienta. Medio siglo más tarde, aproximadamente, empezó a comercializarse en los Estados Unidos la versión en conserva de este plato, que algunos consideran el primer plato preparado a nivel industrial para su consumo rápido, y todavía se encuentra en los supermercados de este país. 
En los Estados Unidos se considera una comida estereotípica de los vaqueros.